# Michaił Ryżak
Michaił Michajłowicz Ryżak (ros. Михаил Михайлович Рыжак; ur. 10 marca 1927 w Charkowie, zm. w marcu 2003 w Moskwie) – radziecki piłkarz wodny, medalista olimpijski.
W igrzyskach olimpijskich wziął udział wyłącznie w 1956 (Melbourne). Waterpoliści ze Związku Radzieckiego zajęli tam trzecie miejsce (wystąpił w meczu z Australią).